# История Бельгии
История Бельгии начинается около 300 лет до нашей эры, когда кельтское племя белгов захватило территорию, приблизительно соответствующую современной Бельгии. Отсюда происходит название страны.

## Доисторический период

### Нижний и средний палеолит

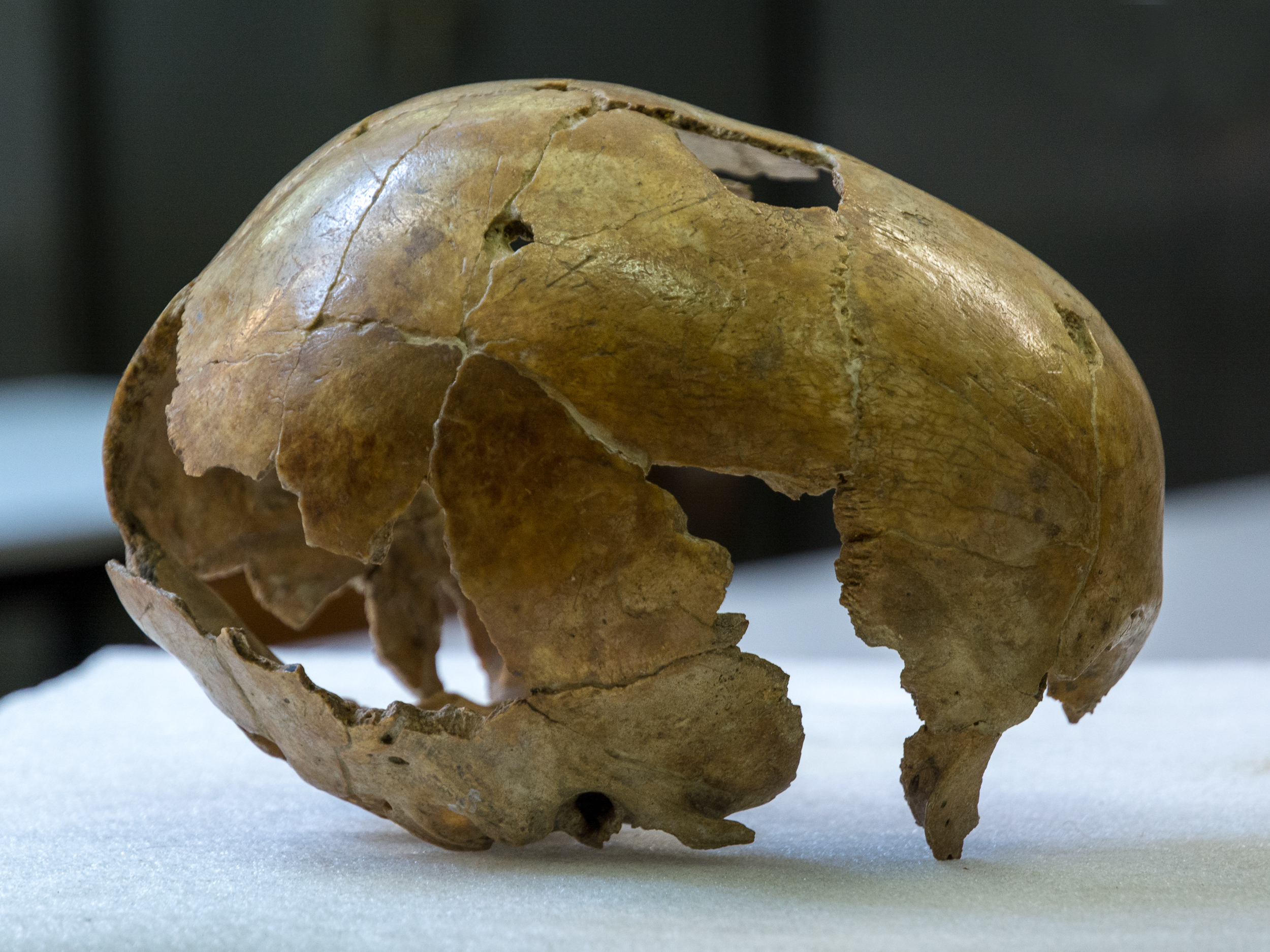
Череп неандертальца Engis 2

Древнейшие следы присутствия гоминид на территории будущей Бельгии обнаружены на холме Алламбе, в окрестностях горы Сен-Пьер (Синт-Питерсберг) в провинции Льеж, и датируются примерно 800 тыс. л. н. Позднее, около 400 тыс. лет назад, гоминиды обосновались на берегах реки Маас.
В период 250—43 тыс. лет до н. э. территорию Бельгии населяли неандертальцы, в основном на территории провинций Льеж (в Анжи́) и Намюр (пещера Спи). Первый череп неандертальца был найден в гроте Энгис в 1829 году (Engis 2). В 1866 году бельгийский археолог Э. Дюпон нашёл в пещере Ла-Нолет фрагмент нижней челюсти неандертальца вместе с останками животных ледниковой эпохи. Возрастом ок. 75—70 тыс. л. н. датируется уровень 4А пещеры Складина (Склайн) на реке Мёз. Останки девочки-неандертальца 8 лет датируются возрастом 100 тысяч лет. Черепа неандертальцев, живших в холодной тундростепи в пещере Спи 42 тыс. л. н. и кости из пещеры Гойе, свидетельствуют о каннибализме у неандертальцев. В пещере Trou Al’Wesse (коммуна Модав, провинция Льеж), из осадочных отложений, где не сохранилось самих костей неандертальцев, генетики выделили неандертальскую мтДНК. В ДНК неандертальца из Гойе не найдено примеси генов кроманьонцев. Также ДНК была секвенирована из верхнечелюстной кости неандертальской девочки, жившей около 120 000 лет назад, в пещере Складина, найденной в 1993 году. Ядерные геномы ранних неандертальцев из германской пещеры Холенштайн-Штадель и из бельгийской пещеры Складина (120 тыс. л. н.) более тесно связаны с геномами последних неандертальцев, которые жили в Западной Европе на 80 тыс. лет позже, чем с геномами их современников-неандертальцев, живших тогда в Сибири.
Митохондриальную ДНК неандертальца из грота Фондс-де-Форе в муниципалитете Троо́ удалось секвенировать со 135-кратным покрытием. Этот геном отличается только одной парой оснований (bp) от митохондриальных геномов поздних неандертальцев Goyet Q57-1 из пещеры Гойе, Feldhofer 1 (Neanderthal 1) из германского грота Фельдхофер и Vindija 33.25 из хорватской пещеры Виндия. Популяция неандертальцев исчезла из бельгийских пещер Spy, Engis и Fonds-de-Forêt в период с 44 200 до 40 600 лет до н. э. (с вероятностью 95,4%).

### Верхний палеолит

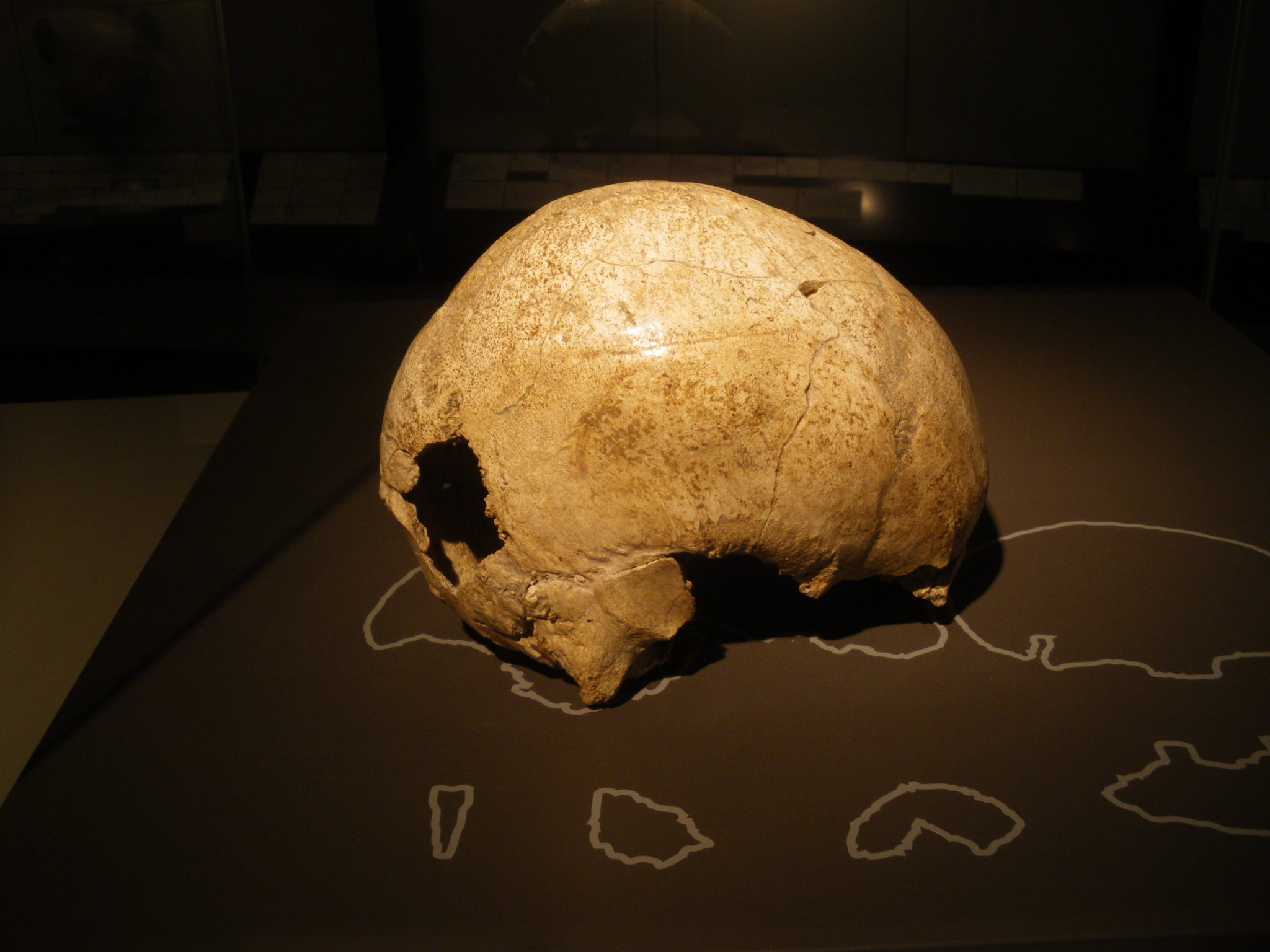
Череп Homo sapiens Engis 1

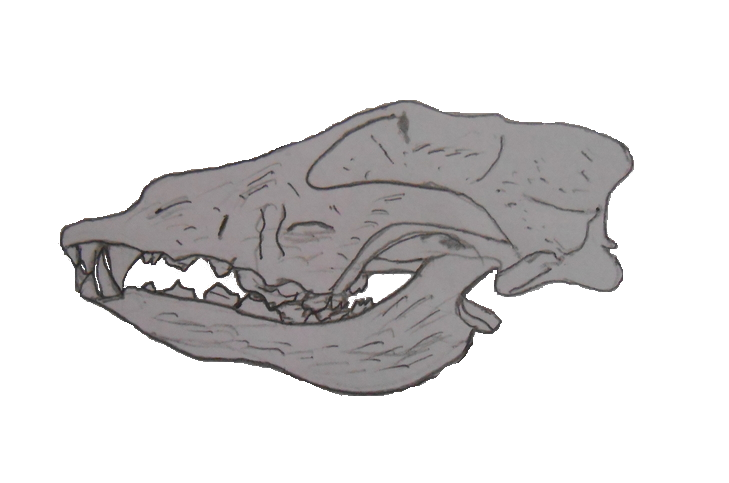
Рисунок черепа «собаки» из Гойе

Около 43 000 лет до н. э. неандертальцы исчезают, вытесненные кроманьонцами.

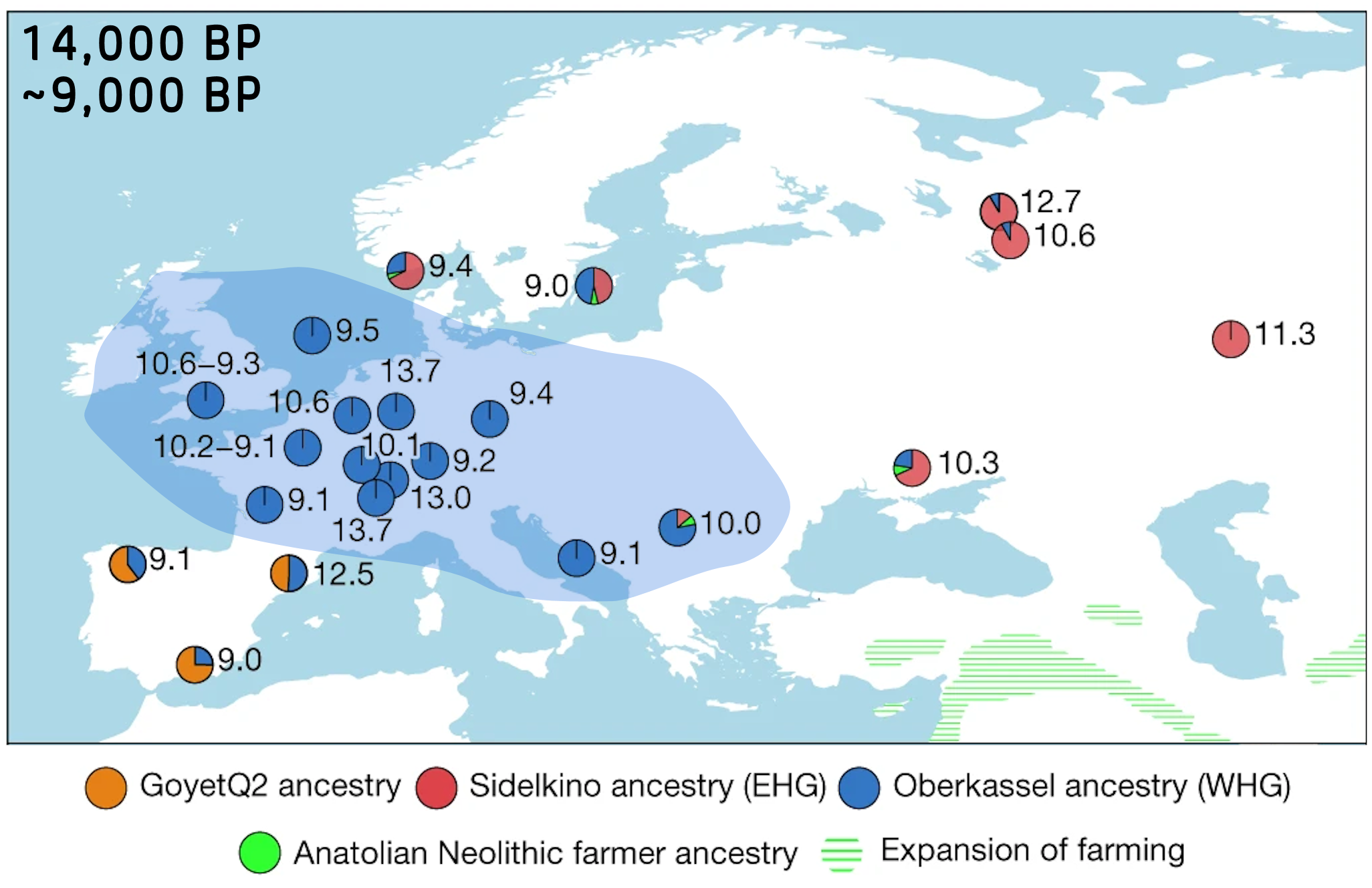
Генетическое происхождение охотников-собирателей в Европе между 14 и 9 тыс. л. н., основная территория западных охотников-собирателей (WHG) выделена синим цветом

В пещере Гойе в коммуне Жев был найден череп волка или, предположительно, домашней «палеолитической» собаки возрастом 31,7—36,5 тыс. лет.
У образца GoyetQ116-1 (ориньякская культура) из пещеры Гойе (ок. 35 тыс. л. н.) была обнаружена Y-хромосомная гаплогруппа C1a и митохондриальная гаплогруппа M. У GoyetQ116-1 с высокой вероятностью цвет глаз был карим (>0,99) и с высокой вероятностью были тёмные волосы (0,60—0,99). Он имел только темнокожие аллели в позиции rs16891982.
У обитателей пещеры Гойе, живших ок. 30 тыс. л. н. (граветт), были определены митохондриальные гаплогруппы pre-U2e, U5, U8a и M. Новые мтДНК и ядерные данные от четырёх граветтских образцов показали, что они принадлежат к митохондриальным гаплогруппам U2 и U5, а их ядерные геномы предоставляют дополнительные доказательства генетического сходства между граветтскими родственными группами по всей Европе — от современных регионов Чехии до Бельгии и Южной Италии. GoyetQ116-1 происходит от другой более ранней ветви европейской популяции, чем кластер Вестонице (Věstonice Cluster). Население, представленное GoyetQ116-1, не исчезло, так как его потомки снова получили широкое распространение после ~19 000 л. н. в кластере Эль-Мирон (El Mirón Cluster), обнаруженном в Иберии.
Последнее оледенение продолжалось примерно до 10 000 г. до н. э., и в то время уровень моря был существенно ниже, чем в настоящее время, поэтому существовала сухопутная связь между Бельгией и современной Англией (см. Доггерленд), которая, однако, в основном была непригодной для обитания.

### Мезолит
У мезолитического образца AF002 and, AF001, AF015, AF025 и AF029 были определили митохондриальную гаплогруппу U5b1 и Y-хромосомную гаплогруппу I. У образца AF003 определили митохондриальную гаплогруппу K1a4a1.

### Неолит и энеолит
Люди эпохи неолита вели активную добычу кремня на территории Бельгии, о чём свидетельствует доисторическая шахта Спьенн.

### Бронзовый век
Первые признаки бронзового века в Бельгии датируются около 1750 г. до н. э.

### Доримский железный век
Начиная с V века до н. э. и до начала нашей эры на территории Бельгии процветает галлоязычная Латенская культура, поддерживавшая торговые и культурные связи со Средиземноморьем. Отсюда галлоязычные племена осуществляли экспансию на восток, вплоть до Малой Азии. Само слово «Бельгия» происходит от названия галльского племени белгов, населявших эту страну в начале нашей эры. Среди племён, населявших территорию Бельгии, из исторических источников известны эбуроны, адуатики, нервии, менапы, морины, треверы, ремы. Около 150 года до н. э. здесь появляются первые галльские монеты.

## Римский период

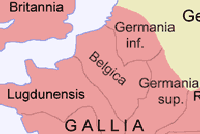

В 54 году до н. э. территория современной Бельгии была завоёвана войсками Юлия Цезаря и входила в состав римской провинции Галлии под названием Белгика.
После падения Западной Римской империи в V веке римскую провинцию Галлия завоевали германские племена франков, создавшие здесь своё Франкское государство.
Под названием Gallia Belgica эта страна со времени Августа составляла одну из 4-х провинций римской Галлии.

## Феодальная эпоха
После распада Франкского государства в IX - XII на территории Бельгии протекал процесс формирования феодальных государственных образований (графств, герцогств). Важнейшими из них были графство Фландрия, герцогство Брабант, Льежское княжество-епископство, графство Эно (Геннегау), графство Люксембург.
В 862 году на территории западной Бельгии образовалось графство Фландрия, первым правителем которого стал Бодуэн I Железная Рука, женатый на дочери короля Франции Карла Лысого. В процессе своего расширения Фландрия поглотила графства Булонь и Зеландию. Жителей Фландрии называли фламандцами. В 1183 году в составе Германии было образовано герцогство Брабант, первым правителем которого стал Генрих I. В 1302 году в Брюгге произошло кровавое столкновение между французскими солдатами и фламандцами (Брюггская заутреня).
В 1384 году умер последний граф Фландрии Людовик II, а его дочь Маргарита вышла замуж за Бургундского герцога Филиппа Смелого, в результате чего Фландрия вошла в состав Бургундского герцогства. В 1430 году в состав Бургундии вошел и Брабант. Затем династический брак Марии Бургундской ввел бургундское владение в состав Священной Римской империи.
В 1566 году началась Нидерландская революция (Иконоборческое восстание), однако территория Бельгии стала оплотом контрреволюционных католических сил. В 1568 году в Брюсселе был казнен штатгальтер Фландрии граф Эгмонт. Приговор испанскому наместнику вынес Кровавый совет, который учредил герцог Альба. В 1572 году ожесточенные бои велись за город Монс, но в итоге протестантский гарнизон капитулировал. В 1576 году фландрская армия герцога Альбы отбила у мятежников Антверпен. Однако в 1585 году его пришлось брать штурмом вновь.

## Испанские и Австрийские Нидерланды
В 1556 году император Священной Римской империи Карл V разделил страну на западную (испанскую) и восточную (австрийскую) часть. Территория Бельгии (Испанские Нидерланды) оказалась под властью сына Карла V испанского короля Филиппа II. Когда в 1566 году голландские протестанты подняли войну за независимость, то их влияние в преимущественно католических Южных Нидерландах было незначительно. Тридцатилетняя война и Вестфальский мир 1648 году даровала независимость лишь Северным Нидерландам (Республика Соединённых провинций), но не Южным, которые остались под властью Испании. Из валлонов набиралась испанская Валлонская гвардия.
После войны за испанское наследство по Утрехтскому миру (1713 год) Испанские Нидерланды вошли в состав Австрийской империи Габсбургов как Австрийские Нидерланды. Под влиянием Великой Французской революции в Австрийских Нидерландах началось брожение, которое привело к Брабантской революции (1789 год) и появлению в 1790 году Бельгийских соединенных штатов. Австрийцам в том же году удалось усмирить мятеж, однако в 1792 году прямая французская интервенция генерала Дюмурье (после Сражения при Жеммапе) обеспечила революционной Франции контроль над Бельгией (французский период).

## Бельгийская революция и образование королевства

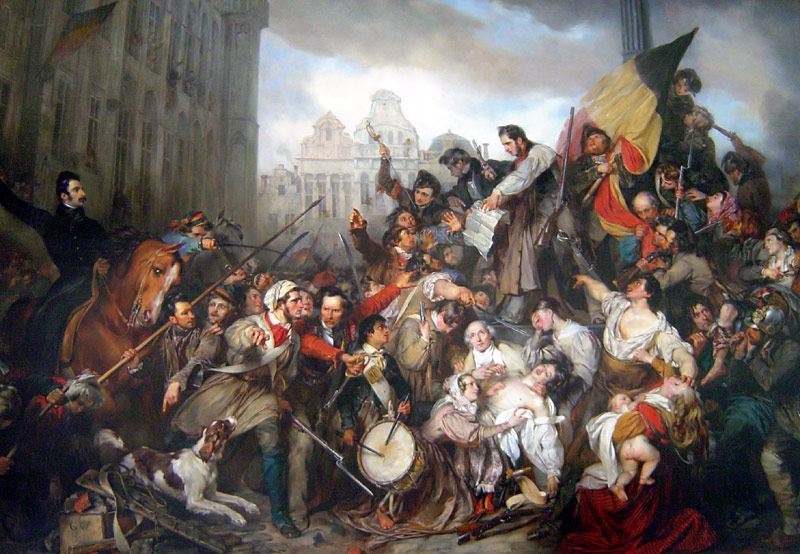
«Эпизод сентябрьских дней», картина Густава Вапперса

После разгрома Наполеона Южные Нидерланды по результату Венского конгресса (1815) вошли в состав королевства Объединённые Нидерланды, королем которого стал Виллем I. Однако единства страны достичь не удалось.
В сентябре 1830 года на волне Июльской революции во Франции произошла Бельгийская революция, которую поддержала французская интервенция генерала Жерара. В 1832 году голландцы сдали Антверпен французам. Несмотря на то, что большинство населения Бельгии составляло из германоязычных фламандцев, официальным языком стал французский. Начинается Галлизация Брюсселя.
Первым королем Бельгии стал проживающий в Англии Леопольд (дядя английской королевы Виктории), имевший славу масона. В 1833 году под протекцией короля образуется масонская ложа Великий восток Бельгии. В 1835 году была открыта железная дорога Мехелен-Брюссель, бывшая не только первой железной дорогой Бельгии, но и первой железной дорогой континентальной Европы. В 1839 году, согласно Лондонскому договору, Бельгия получила международное признание.
Следующий король Бельгии Леопольд II (правил в 1865—1909 гг) умело лавировал между Францией и Германии, а также умерял консервативную католическую партию внутри страны. В 1885 году он организовал колонизацию центральной Африки, вошедшую в историю как Бельгийское Конго. В 1892—1894 гг. Бельгия втянулась в Бельгийско-арабскую войну на территории Африки
Несмотря на небольшие размеры, в XIX веке Бельгия стала одной из важных индустриальных держав. Важнейшими отраслями бельгийской индустриализации уже в начале XIX века (отчасти ещё до независимости) стали текстильная промышленность (Гент, Вервье), добыча угля, металлургия, производство стекла (Льеж, Шарлеруа, Ла-Лувьер). Несколько позднее начало развиваться машиностроение, включая транспортное (производство паровозов, например Forges Usines et Fonderies Haine-Saint-Pierre). Одним из важнейших металлургических и машиностроительных предприятий была фирма, основанная Джоном Кокрилом. Все центры бельгийской индустриализации XIX века, за исключением фламандского Гента, были расположены в Валлонии (Индустриальная долина Валлонии). Промышленная революция привела не только к экономическому развитию страны, но и к росту социальных проблем, которые неоднократно приводили к забастовкам и протестам. Особенной ожесточённостью отличалась забастовка 1886 года, которая была подавлена войсками, в результате чего погибло несколько десятков человек.

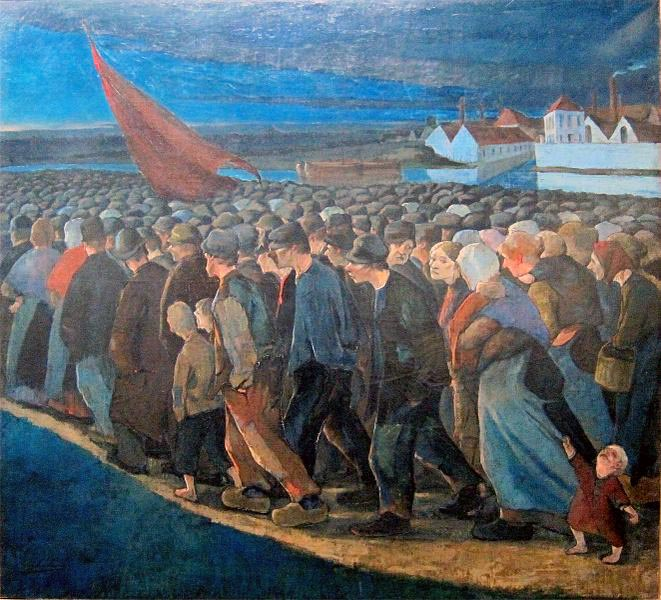
«Вечер забастовки». Картина Эжена Ларманса, изображающая политическую стачку 1893 года

Со времени стачечного движения 1886 года главным вопросом общественной жизни стала реформа избирательного права. Бельгийская рабочая партия, сильная в стране, но еще не представленная в парламенте, настойчиво требовала представительства, в печати и на митингах, образуя внушительные демонстрации и угрожая поднять стачечное движение, направленное в пользу всеобщего избирательного права. 12 апреля 1893 года требование всеобщего избирательного права было отвергнуто в палате депутатов большинством 115 против 26 голосов. После этого в стране начались волнения, вызвавшие кровавые столкновения между войсками и манифестантами. 16 апреля началась всеобщая забастовка рабочих (первая в истории большая забастовка, преследовавшая исключительно политическую цель), которая настолько испугала парламент и правительство, что уже на третий день — 18 апреля — палата депутатов приняла подавляющим большинством 119 против 14 голосов закон о введении всеобщего избирательного права. Число избирателей сразу повысилось с 137 000 до 1 354 000.
В 1897 году в Брюсселе проходит международная выставка и распространяется стиль ар-нуво.

## Бельгия в Первой мировой войне

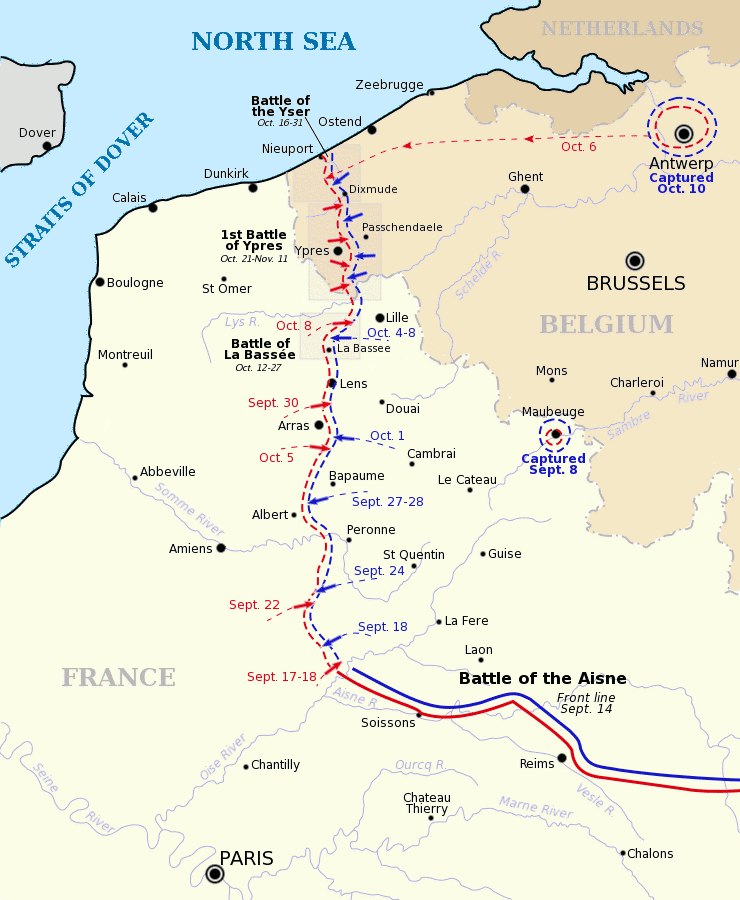
Бельгия осенью 1914 года

С нападения Германии на Бельгию (Штурм Льежа), выступавшей союзницей Франции, фактически началась Первая мировая война. Уже 20 августа 1914 года немцы взяли Брюссель. Весной 1915 года в районе бельгийского города Ипра немецкие войска впервые в истории применили оружие массового поражения — отравляющий газ хлор (Вторая битва при Ипре). В 1917 году немецкая армия предприняла в том же районе ещё одну химическую атаку, теперь уже с использованием газа иприт.

## Бельгия во Второй мировой войне
В 1936 году Бельгия возобновляет политику нейтралитета. Однако в мае 1940 года немецкие войска захватывают Бельгию. 28 мая 1940 года король Леопольд III подписывает акт о капитуляции. Правительство бежит в Англию, короля депортируют в Германию, в стране устанавливается немецкое военное управление под командованием генерала фон Фалькенхаузена. В 1944 году из фламандских коллаборационистов формируется 27-я добровольческая гренадерская дивизия СС «Лангемарк» (1-я фламандская), а из валлонов — 28-я добровольческая гренадерская дивизия СС «Валлония» (1-я валлонская). 

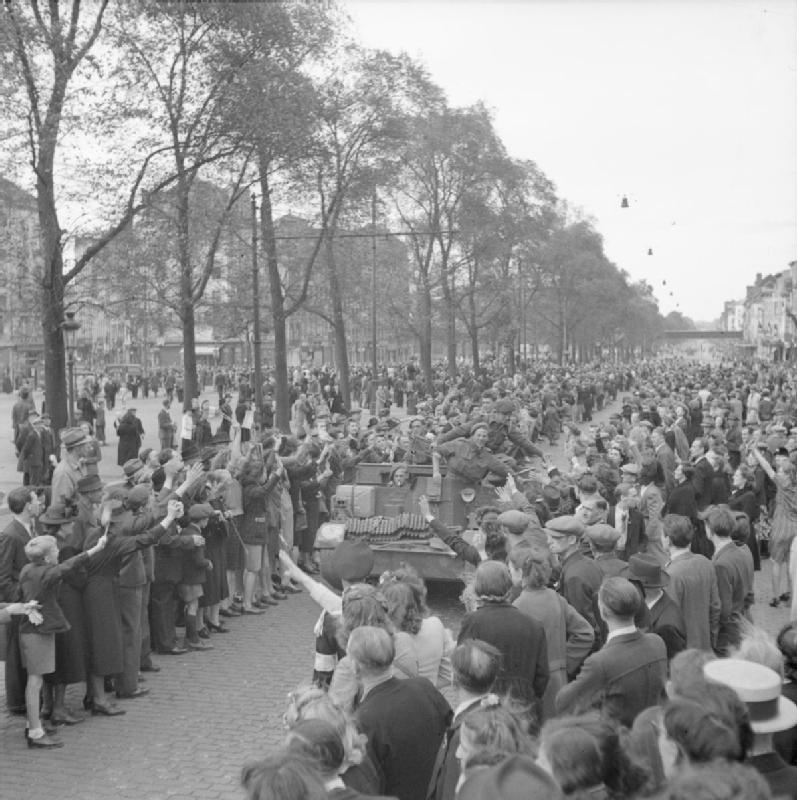
1-я бельгийская пехотная бригада входит в освобождённый Брюссель 4 сентября 1944 года

Освобождение начинается 3 сентября 1944 года с вступления в Брюссель британских войск. 11 февраля 1945 года образуется правительство во главе с правым социалистом ван Аккером.

## Послевоенный период
Когда Бельгия была освобождена, её правительство запретило Леопольду как коллаборационисту возвращаться на родину (формально он не был низложен). С 1944 года было установлено регентство брата Леопольда, принца Шарля.
Король прибыл в Брюссель и возобновил правление, однако общество раскололось между социалистами и валлонами, выступавшими против короля, и христианскими демократами и фламандцами, поддерживавшими его. Начались столкновения на политической и национальной почве, забастовки; страна оказалась под угрозой гражданской войны.
В 1950 году состоялся всенародный референдум, на котором за монархию высказались 58 % валлонов и 72 % фламандцев. В этих условиях 16 июля 1951 года Леопольд III отрёкся от престола в пользу ставшего совершеннолетним к тому времени сына Бодуэна I.
В 1958 году Бельгия становится местом Европейского экономического сообщества. Местом пребывания структур Евросоюза становится Европейский квартал Брюсселя.
В 1960 году Правительство Бельгии предоставило Бельгийскому Конго независимость. Это означало потерю крупного источника сырья и рынков сбыта. Потеря колонии означала постепенный спад экономики Валлонии, так как этот регион развивался за счёт привозимого из Конго сырья. Одновременно с этим начался быстрый экономический подъём Фландрии. В 1967 году в Бельгию переезжает штаб-квартира НАТО.
В 1960-е годы началась массовая трудовая иммиграция в Бельгию, что было связано с подписанием соответствующих соглашений с Марокко и Турцией, а затем с Алжиром и Тунисом. В 1974 году были введены строгие правила для въезда иностранных трудовых мигрантов, но условия для воссоединения семей были одними из самых либеральных.

### Федеративная трансформация Бельгии
К 1970-м годам Бельгия, согласно Конституции ещё от 1831 года, имела унитарное территориальное устройство. Однако в реальности в стране существовало три ярко выраженных региона (Фламандия, Валлония, Брюссель), кроме того, выделялось три этнолингвистические семьи (фламандская, валлонская и небольшая по численности немецкая). К этому времени Валлония и Фламандия уже имели свои региональные советы, которые образовались после проведения реформ в этих регионах. В 1974 году в регионах появились министерские комитеты, которые, однако, не обладали широкими полномочиями. Кроме того, Брюссель так и не обрёл в это время статус полноценного региона.
Ситуация продолжила развиваться в 1980-е годы, когда Брюссель также получил статус отдельного региона. Кроме того, сферы компетенций выделявшихся образований были существенно расширены. Появились новые органы власти на местах — законодательные ассамблеи и органы исполнительной власти, комитеты. Лингвистические и этнические общности добились репрезентации во вновь образовавшихся советах общин, а парламент всей страны в целом был также видоизменён согласно новому статусу регионов.
В начале 1990-х годов федерализация Бельгии продолжилась. Сфера компетенций и полномочия регионов были существенно расширены, районы, где происходило столкновение двух языковых семей, получили особый статус для разрешения данных проблем. Кроме того, начала создаваться система органов региональной судебной власти, а в системе государственных судов появились специальные арбитражные суды и кассационные инстанции, которым было поручено разрешать споры между формировавшимися субъектами. Кроме того, накануне этого была окончательно решена проблема Брюсселя, который, являясь столицей государства, имел лишь признаки отдельного региона, однако после 1989 года стал полноценным субъектом. В нём также, по образцу других регионов, были созданы законодательный совет, появились органы исполнительной власти. Две языковые общности Брюсселя также стали репрезентироваться не только в общинной комиссии, но и в отдельных, своих собственных общинах.
Финальный этап федеративной трансформации Бельгии пришёлся на середину 1990-х годов. Он был ознаменован учреждением полноценной процедуры прямых выборов в теперь уже парламенты регионов. Процесс завершился в 1994 году, когда была издана новая редакция бельгийской Конституции, в которой было закреплено новое — федеративное — устройство страны. Было задокументировано существование на её территории трёх экономических районов, стольких же этнических общин и четырёх языковых семей. Был установлен также принцип равенства различных лингвистических групп в процессе формирования правительства.

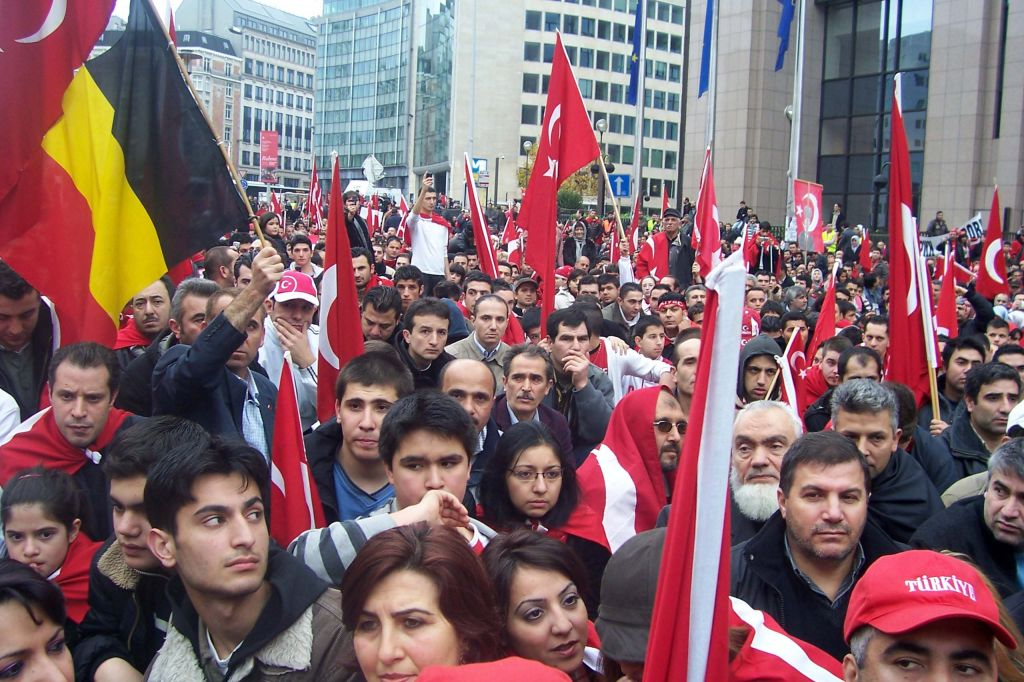
Демонстрация турок в Брюсселе, 2008 год

С 2007 по 2011 год в Бельгии проходил политический кризис, во время которого между федеративными субъектами королевства были напряженные отношения, усилившие её политическую, государственную и экономическую нестабильность. 15 сентября 2011 года был распущен округ Брюссель-Халле-Вилворде. 6 льготно-языковых коммун Брюссельской периферии сохранили свои права. В случае распада страны, они фактически получат право присоединиться к Брюсселю.
Бельгия является одним из мировых центров торговли, транзита и производства оружия (наряду с Норвегией, Канадой и Австрией). В 2016 году в Бельгии произошел теракт, ответственность за который на себя взяло Исламское государство.